# Georges Leuillieux
Georges Leuilleux est un nageur et un joueur de water-polo français né le 3 août 1879 à Lille (Nord) et mort le 1er mai 1950 à Eu (Seine-Maritime). 

## Carrière
Licencié aux Pupilles de Neptune de Lille, Georges Leuilleux participe aux épreuves de natation ainsi que de water-polo aux Jeux olympiques d'été de 1900 à Paris. Il remporte la médaille de bronze en 200 mètres nage libre par équipe.
L'employé de commerce lillois est parfois prénommé Jean dans les archives de natation.